# IC 5105A
IC 5105A (PGC 66723) est une vaste galaxie spirale intermédiaire barrée située dans la constellation du Microscope. Sa vitesse par rapport au fond diffus cosmologique est de 5 089 ± 31 km/s, ce qui correspond à une distance de Hubble de 75,1 ± 5,3 Mpc (∼245 millions d'al). Notons que cette galaxie ne fait pas partie de l'Index Catalogue et que la seule relation qu'elle a avec IC 5105 est d'appartenir au même groupe de galaxies.
La classe de luminosité d'IC 5105A est III et elle présente une large raie HI.
À ce jour, neuf mesures non basées sur le décalage vers le rouge (redshift) donnent une distance de 54,211 ± 7,683 Mpc (∼177 millions d'al), ce qui est à l'extérieur des valeurs de la distance de Hubble. Notons que c'est avec la valeur moyenne des mesures indépendantes, lorsqu'elles existent, que la base de données NASA/IPAC calcule le diamètre d'une galaxie et qu'en conséquence le diamètre de NGC 5105A pourrait être d'environ 65,9 kpc (∼215 000 al) si on utilisait la distance de Hubble pour le calculer.

## Groupe d'IC 5105
Selon A. M. Garcia, IC 5105A fait partie du groupe d'IC 5105. Ce groupe de galaxies renferme au moins 19 membres. Les autres galaxies du groupe sont NGC 7057, NGC 7060, NGC 7072, NGC 7075, NGC 7087, NGC 7110, NGC 7130, IC 5105, IC 5128, IC 5139 et huit galaxies du catalogue ESO.